# Tô Tuân
Tô Tuân (chữ Hán:蘇洵, 1009-1066), tự Minh Duẫn (明允), hiệu Lão Tuyền (老泉) là quan nhà Tống, và là nhà văn đứng trong hàng tám nhà văn lớn  thời Đường-Tống trong lịch sử văn học Trung Quốc.

## Tiểu sử
Tô Tuân là người Mi Sơn, Mi Châu (nay là huyện Mi Sơn, tỉnh Tứ Xuyên). Từ cụ cố của ông là Tô Khâm tới đời cha của ông là Tô Tư đều là thường dân; nhưng đến đời ông, thì hai anh ông là Tô Đàm và Tô Hoán đều thi đỗ Tiến sĩ.
Sau này, hai con của ông là Tô Thức (tức Tô Đông Pha) và Tô Triệt cũng đều thi đỗ Tiến sĩ, nên người đời gọi ông là "Lão Tô", và gọi chung ba cha con ông là "Tam Tô".
Thuở thiếu thời, Tô Tuân có học hành nhưng chỉ qua loa, và thường đi rong chơi đây đó. Chưa đầy 20 tuổi, ông đã lấy vợ. Đến năm 27 tuổi, ông mới bắt đầu chăm chỉ học hành. Trong nhiều năm sau đó, ông ra sức học tập và nghiên cứu kinh truyện, nhưng đi thi nhiều lần mà không đỗ. Quá thất vọng, ông đem đốt hết mấy trăm bài văn do mình làm, rồi đóng cửa quyết tâm học hành lại từ đầu .
Năm 1039 đời Tống Nhân Tông (ở ngôi: 1022-1063), Tô Tuân tới Lang Châu (nay là huyện Lang Trung, tỉnh Tứ Xuyên) thăm người anh là Tô Hoán đang làm quan ở đó. Thấy anh làm được nhiều việc tốt cho nhân dân vùng ấy, ông rất vui và cảm động. Nhân đó, ông tới chơi vùng Nao Châu (nay là huyện Phụng Tiết, tỉnh Tứ Xuyên) và Kinh Châu (nay là huyện Nhương Dương, tỉnh Hà Bắc)...Mãi đến năm 39 tuổi, Tô Tuân mới trở lại quê nhà, rồi ở lại để lo dạy học cho con là Tô Thức và Tô Triệt.
Năm 1056, thấy việc học của Tô Thức và Tô Triệt đã khá, Tô Tuân bèn đưa hai con tới kinh đô Khai Phong để thi. Đến nơi, vì trời mưa liền cả tháng, trong kinh thành nhiều chỗ ngập nước, nhà cửa đổ sập, ba cha con đành phải xin nương náu trong chùa Hưng Quốc. Ở đây, Tô Tuân dâng thư tới Âu Dương Tu, khi ấy đang làm quan lớn tại triều, được Âu Dương Tu khen và coi trọng.
Năm sau (1057), Tô Thức và Tô Triệt đều thi đỗ Tiến sĩ, nhưng tới tháng 5 thì vợ Tô Tuân là Trình thị bị bệnh rồi qua đời. Tô Tuân liền cùng hai con về quê để lo an táng cho vợ.
Nghe lời Âu Dương Tu đề cử , tháng 11 năm Gia Hựu thứ ba (1058), Hoàng đế Tống Nhân Tông ra lệnh triệu Tô Tuân lên làm quan ở kinh, nhưng ông dâng thư từ tạ. Tháng 6 năm sau (1059), lại có lệnh triệu ông lần nữa. Thấy không thể từ chối, tháng 8 năm Gia Hựu thứ năm (1060), Tô Tuân nhận lời làm Hiệu thư lang, để lo việc biên tập, sửa sang các sách cổ cho Hoàng đế; và chủ trì việc biên soạn bộ sách lớn là Thái Thường nhân cách lễ nhất bách quyển.
Khi ấy, nghe tiếng Tô Tuân, Vương An Thạch muốn kết bạn với ông. Nhưng vì khác chí hướng, ông không đồng ý. Không chỉ vậy, ông còn viết bài "Biện gian luận" công kích Vương An Thạch.
Năm 1066 đời Tống Anh Tông (ở ngôi: 1063-1067), sách Thái Thường nhân cách lễ nhất bách quyển đã soạn xong, vừa trình lên Hoàng đế, thì ông qua đời. Khi ấy, Tô Tuân 57 tuổi.

## Tác phẩm
Tác phẩm của ông để lại có Gia Hựu tập và Lão Tuyền văn sao.
Nhờ ông có tinh thần chủ kiến, cẩn trọng, kỹ lưỡng trong phương pháp và bố cục, nên văn ông có nhiều bài hay, nhất là các bài viết về lịch sử, chính trị và quân sự. Nhìn chung, văn chương Tô Tuân mạnh mẽ, cứng rắn, chịu ảnh hưởng của Chiến Quốc sách và Sử ký Tư Mã Thiên. Thời đó, có nhiều người mô phỏng lối văn của ông .

## Sách tham khảo
- Hà Minh Phượng-Trần Kiết Hùng, Đường-Tống bát đại gia. Nhà xuất bản Đồng Nai, 1996.